# Szuwajhat Chaznawi
Szuwajhat Chaznawi – wieś w Syrii, w muhafazie Aleppo, w dystrykcie Manbidż. W 2004 roku liczyła 1560 mieszkańców.